# (33932) 2000 LZ28
2000 LZ28 (asteroide 33932) é um asteroide da cintura principal. Possui uma excentricidade de 0.19384220 e uma inclinação de 6.04747º.
Este asteroide foi descoberto no dia 6 de junho de 2000 por LONEOS em Anderson Mesa.